# Grindvoll Station
Grindvoll Station (Grindvoll stasjon) er en tidligere jernbanestation på Roa-Hønefossbanen, oprindeligt en del af Bergensbanen, der ligger ved byområdet Grindvoll i Lunner kommune i Norge. Stationsbygningen, der er opført efter tegninger af Paul Armin Due, er af Flikkeid-typen, der er en blanding af schweizer- og jugendstil.
Stationen åbnede som holdeplads 1. december 1909, da banen blev forlænget fra Gulsvik via Hønefoss til Roa. Den blev opgraderet til station 1. maj 1910. Den blev fjernstyret 10. december 1973, og 1. juli 1975 blev den gjort ubemandet. Betjeningen med persontog ophørte 1. december 1990, efter at Oslotunnelen var blevet åbnet i 1980, og fjerntogene til Bergen var begyndt at køre via Drammen i stedet for via Roa i 1984. Den tidligere station fungerer i dag som krydsningsspor men har også sidespor.